# Ricardo Vidal (atleta)
Héctor Ricardo Vidal Brisso (Santiago de Chile, 9 de octubre de 1930 – Santiago de Chile, 10 de marzo de 2010) fue un atleta olímpico chileno. Compitió en la prueba de maratón de los Juegos Olímpicos de Tokio 1964 acabando en la posición 28. Ese mismo año, se proclamó Campeón Sudamericano de maratón en Río de Janeiro en esa misma prueba. En su país, con su club del Universidad Católica fue campeón y plusmarquista nacional en 5.000, 10.000 metros y maratón.
Una vez retirado, fue director y entrenador del Club Atlético Royal, entidad a la que perteneció hasta el final de sus días.